# Jeanne Pérez
Jeanne Pérez (* 28. September 1894 in Castelsarrasin; † 11. Mai 1975 in Cambo-les-Bains) war eine französische Schauspielerin.

## Leben
Die ältere Schwester des Schauspielers Marcel Pérès gab 1930 ihr Filmdebüt. Nach kleineren Rollen, u. a. als Marina in Puits en flammes, als Jeannots Mutter in Louis Daquins Nous les gosses (1941) oder als Raymond Bussières' Ehefrau in Claude Autant-Laras Le Mariage de Chiffon (1942) erhielt sie von Autant-Lara ihre erste wichtige Rolle 1947 in Teufel im Leib. Sie spielte Madame Marin, die Wirtin der tragischen Heldin Micheline Presle. Seitdem wurde sie immer wieder als Wirtin besetzt, so als Wirtin Madame Chaunier in Claude Chabrols Die Enttäuschten. Chabrol gab ihr danach Nebenrollen in Schrei, wenn du kannst als Concierge und in Les Godelureaux als Witwe Goupil. Jeanne Pérez blieb auf Nebenrollen abonniert, so als Jacqueline Chapuis, Frau des Museumswärters in Der Panther wird gehetzt (1960) oder als Klatschtante in Luis Buñuels Tagebuch einer Kammerzofe. Ihre Wirtin und Wahrsagerin Madame Hanka in Der Zeuge (1969) fand ein schreckliches Ende. Als Vermieterin der jungen Cécile (Claude Jade) glaubte sie mit ihren Horoskopen einen Mörder dingfest machen zu können und wurde selbst ermordet.
Zu ihren letzten Rollen zählten die Marie in Jean-Pierre Melvilles Armee im Schatten und die Madame Prévost in Jean Giraults Le Concierge (1973). Im Fernsehen hatte sie Gastrollen in Les Cinq Dernières Minutes, Allô Police und Maigret.

## Filmografie (Auswahl)
- 1930: Paris la nuit
- 1935: Le Domino Vert
- 1941: Rasselbande (Nous les gosses)
- 1942: Liebesheirat (Le mariage de Chiffon)
- 1947: Stürmische Jugend (Le Diable au corps)
- 1958: Die Enttäuschten (Le Beau Serge)
- 1959: Schrei, wenn du kannst (Les Cousins)
- 1960: Der Panther wird gehetzt (Classe tous risques)
- 1960: Liebesspiele (Les Jeux de l’amour)
- 1961: Speisekarte der Liebe (Les godelureaux)
- 1962: Die sieben Hauptsünden (Les sept péchés capitaux)
- 1962: Die Tat der Therese D. (Thérèse Desqueyroux)
- 1964: Tagebuch einer Kammerzofe (Le journal d'une femme de chambre)
- 1964: L'abonné de la ligne U (Fernsehserie, 6 Folgen)
- 1967: Die Dirne und der Narr (Un idiot à Paris)
- 1969: Der Zeuge (Le Témoin)
- 1970: Allô Police (Fernsehserie, 1 Folge)
- 1969: Armee im Schatten (L’Armée des ombres)
- 1972: Mord bleibt Mord (Un meurtre est un meurtre)
- 1975: Frontières (Fernsehfilm)